# Zlatá devadesátá (seriál)
Zlatá devadesátá (v anglickém originále That '90s Show) je americký sitcom pro streamovací platformu Netflix. Děj, zasazený do 90. let, pojednává a skupině teenagerů, trávících letní prázdniny ve smyšleném městě Point Place ve státě Wisconsin v USA. Jedná se o sequel seriálu Zlatá sedmdesátá a některé hlavní postavy jsou potomci postav z původního seriálu. Na Netflixu měl seriál premiéru 19. ledna 2023. Po úspěchu první řady bylo oznámeno, že druhá řada je v přípravě.

## Postavy
Hlavní
- Debra Jo Rupp jako Kitty Formanová, babička Leiy - tato postava vystupovala i v původním seriálu
- Kurtwood Smith jako Red Forman, děda Leiy - tato postava vystupovala i v původním seriálu
- Callie Haverda jako Leia Formanová, chytrá, drzá teenagerka toužící po letním dobrodružství, je dcerou Erica Formana a Donny Pinciottiové z původního seriálu
- Ashley Aufderheide jako Gwen Runcková, vzpurná "Riot grrrl" s loajálním srdcem
- Mace Coronel jako Jay Kelso, okouzlující a koketní mladík, jiskří to mezi ním a Leiou a je synem Michaea Kelsa a Jackie Burkhartové z původního seriálu
- Reyn Doi jako Ozzie, bystrý a vnímavý teenager, který se nebojí mít jízlivou poznámku
- Sam Morelos jako Nikki, Natova ambiciózní a chytrá přítelkyně
- Maxwell Acee Donovan jako Nate Runck, Gwenin pohodový a zábavu milující starší nevlastní bratr a přítel Nikki

Vedlejší
- Andrea Anders jako Sherri Runcková, nová sousedka Formanových a matka Gwen a Nata, která má vztah s Fezem
- Wilmer Valderrama jako Fez, populární kadeřník, který má vztah s Sherri - tato postava vystupovala i v původním seriálu

Hostující z původního seriálu
- Topher Grace jako Eric Forman, otec Leiy a manžel Donny
- Laura Prepon jako Donna Formanová, matka Leiy a manželka Erica
- Mila Kunis jako Jackie Burkhartová, matka Jaye a manželka Kelsa
- Ashton Kutcher jako Michael Kelso, otec Jaye a manžel Jackie
- Tommy Chong jako Leo Chingkwake, místní hippie, který se přátelil s postavami původního seriálu
- Don Stark jako Bob Pinciotti, děda Leiy z matčiny strany
- Jim Rash jako Fenton, Fezův bývalý domácí (v původním seriálu) nyní Sherriin domácí